# ADCY5-abhängige Dyskinesie
Die ADCY5-abhängige Dyskinesie ist eine seltene neurologische Erkrankung, die durch Mutationen im ADCY5-Gen verursacht wird. Dieses Gen codiert die Adenylylzyklase 5 (ADCY5), ein Protein, das eine wichtige Rolle bei der intrazellulären Signalübertragung spielt, indem es Adenosintriphosphat (ATP) in zyklisches Adenosinmonophosphat (cAMP) umwandelt. cAMP ist ein wichtiger sekundärer Botenstoff bei verschiedenen zellulären Vorgängen, insbesondere in den mittelgroßen stacheligen Neuronen (MSNs) des Striatums, wo ADCY5 die dopaminerge Signalübertragung integriert und steuert. Mutationen im ADCY5-Gen führen zu einer Dysregulation des cAMP-Signalwegs und manifestieren sich klinisch in einem breiten Spektrum hyperkinetischer Bewegungsstörungen.

## Geschichte
Die erste Beschreibung der Erkrankung erfolgte 1978 als familiäre essenzielle Chorea in einer mehrfach betroffenen Familie. Im Jahr 2001 schlugen Fernandez et al. die alternative Diagnose „familiäre Dyskinesie und faziale Myokymie (FDFM)“ vor. Die genetische Ursache der Erkrankung wurde 2012 durch die Identifizierung von Mutationen im ADCY5-Gen aufgedeckt. Seitdem hat sich das phänotypische Spektrum der ADCY5-abhängigen Dyskinesie erheblich erweitert, sodass anzunehmen ist, dass die ADCY5-abhängige Dyskinesie aufgrund der Vielfalt der klinischen Ausprägung und der großen Anzahl von Varianten möglicherweise unterdiagnostiziert ist.

## Epidemiologie
Die ADCY5-abhängige Dyskinesie ist eine seltene Erkrankung. Bis zum Jahr 2022 wurden über 70 sporadische und familiäre Fälle beschrieben. Zum Vergleich wurden über den 5-Jahres-Zeitraum zwischen Januar 2017 bis Januar 2022 in medizinischen Veröffentlichungen insgesamt 52 klinische Fälle berichtet.

## Symptomatik
Die ADCY5-abhängige Dyskinesie weist eine klinisch heterogene Ausprägung auf, die sowohl charakteristische als auch in unterschiedlichem Maße variable Symptome umfasst. Die Symptome beginnen typischerweise in der Kindheit, können aber auch im Jugend- oder Erwachsenenalter auftreten. Die häufigsten Symptome sind:
- Dyskinesien: Dies sind abnormale, unwillkürliche Bewegungen, die choreatische (schnell, ruckartig, unregelmäßig)[1], dystone (anhaltende Muskelkontraktionen, die zu verdrehten und sich wiederholenden Bewegungen oder abnormalen Körperhaltungen führen)[9] und myoklone (kurze, ruckartige Zuckungen)[2] Komponenten umfassen können. Die Bewegungen können fokal oder generalisiert sein.[9]
- Paroxysmale Exazerbationen: Viele Patienten erleben episodische Verschlechterungen ihrer Bewegungsstörungen, die durch verschiedene Faktoren wie Müdigkeit, Aufwachen, Stress oder Krankheit ausgelöst werden können. Nächtliche paroxysmale Dyskinesien und faziale oder periorale Dyskinesien können indikativ für die ADCY5-abhängige Dyskinesie sein.[2]
- Axiale Hypotonie: Verringerter Muskeltonus im Rumpf, der zu einer verzögerten motorischen Entwicklung und einem „froschartigen“ Gang führen kann.[10]
- Gesichtsdyskinesien: Prominente unwillkürliche Bewegungen im Gesicht, einschließlich perioraler Zuckungen oder Myokymie. Eine elektromyographische Studie deutet darauf hin, dass es sich sowohl um Myokymie als auch um Myoklonus handeln kann.[2][3]

Weniger häufige Ausprägungen umfassen eine isolierte nicht generalisierte Dystonie, spastische Paraparese und alternierende Hemiplegie, Sprachstörungen (Dysarthrie), Augenbewegungsstörungen wie okulomotorische Apraxie und Schlafstörungen. Ferner werden auch psychiatrische Symptome wie Depressionen und Psychosen im Rahmen des Symptomspektrums beschrieben.
In den meisten Fällen bleibt die intellektuelle Kapazität erhalten. Es wurde jedoch über seltene Fälle mit schwerer intellektueller Behinderung bei homozygoten Mutationen berichtet.

## Genetik
Die ADCY5-abhängige Dyskinesie wird durch Mutationen im ADCY5-Gen verursacht, das sich auf Chromosom 3p21.1 befindet. Die meisten berichteten Fälle sind auf heterozygote Gain-of-Function-Mutationen zurückzuführen, die zu einer erhöhten Aktivität der Adenylylzyklase 5 führen. Dies führt zu einer Überproduktion von cAMP. Es gibt auch Berichte über Loss-of-Function-Mutationen und ADCY5-Haploinsuffizienz.
In der Mehrheit der Fälle der ADCY5-abhängigen Dyskinesie ist das Arginin 418 der zytoplasmatischen Domäne C1 der Adenylylzyklase 5 zu einem Tryptophan mutiert (R418W). Missense-Mutationen, wie die R418W-Variante, machen die Mehrheit der identifizierten ADCY5-Mutationen aus, obwohl auch Deletionsvarianten berichtet wurden.
Das Vererbungsmuster ist typischerweise autosomal-dominant. Es wurden jedoch auch Fälle mit autosomal-rezessiver Vererbung berichtet. Ein signifikanter Anteil der Patienten weist ein somatisches Mosaik auf, was bedeutet, dass die Mutation nicht in allen Zellen des Körpers vorhanden ist. Solche Fälle können aufwendigere diagnostische Verfahren, wie eine tiefere Sequenzierung und/oder allel-spezifische Polymerase-Kettenreaktion (PCR), erfordern, um die Mutation nachzuweisen.
Die Lage der Mutation innerhalb des Proteins kann auch den Phänotyp beeinflussen. Varianten in den katalytischen Domänen wurden bei Patienten mit zervikaler Dystonie identifiziert.

## Pathophysiologie
ADCY5 ist die am häufigsten exprimierte Isoform der Adenylylzyklase in den mittelgroßen stacheligen Neuronen (MSNs) des Striatums. Das Striatum ist eine Hirnregion, die für die Steuerung willkürlicher Bewegungen und die Hemmung unwillkürlicher Bewegungen unerlässlich ist.
Durch den cAMP-Signalweg ist ADCY5 ein wichtiger Regulator der kortikalen und thalamischen Signalübertragung, welche maßgeblich zur Bewegungssteuerung des Striatums beiträgt. Die Dysregulation des cAMP-Signalwegs durch Gain-of-Function-Mutationen im ADCY5-Gen beeinträchtigt die normale Funktion der striatalen Neuronen durch erhöhte cAMP-Spiegel, was zu den charakteristischen hyperkinetischen Bewegungen führt.
Ferner integriert und kontrolliert ADCY5 die dopaminerge Signalübertragung im Striatum. Mutationen können diese Integration stören. Adenosin A2A-Rezeptoren (A2AR) und Dopamin-D2-Rezeptoren (D2R) regulieren die cAMP-Katalyse durch ADCY5 in striatopallidalen Neuronen des indirekten Pfades (Doylea et al. 2019).

## Diagnose
Die Diagnose der ADCY5-abhängigen Dyskinesie basiert auf einer Kombination aus klinischer Beurteilung und genetischer Testung. Eine detaillierte Anamnese und neurologische Untersuchung sind entscheidend, um die charakteristischen Bewegungsstörungen und assoziierten Symptome zu erkennen, insbesondere das Vorhandensein von paroxysmalen Exazerbationen und Gesichtsdyskinesien.
Aufgrund der großen Symptomvariabilität kann die Diagnose schwierig sein und die ADCY5-abhängige Dyskinesie sollte bei Patienten mit ungeklärten hyperkinetischen Bewegungsstörungen, insbesondere mit episodischen Verschlechterungen, in Betracht gezogen werden.
Die genetische Testung mittels Sanger-Sequenzierung, Bewegungsstörungs-Genpanels und/oder Whole-Exome-/Whole-Genome-Sequenzierung ist erforderlich, um pathomechanistisch relevante Varianten des ADCY5-Gens zu identifizieren. Angesichts der Möglichkeit eines somatischen Mosaiks kann eine tiefere Sequenzierung oder allelspezifische PCR erforderlich sein, wenn der klinische Verdacht stark ist, aber herkömmliche genetische Tests negativ ausfallen.
Es ist wichtig, auch Geschwister oder Verwandte mit anderen neurologischen Symptomen genetisch zu untersuchen, da dasselbe Gen für verschiedene Bewegungsstörungen in derselben Familie verantwortlich sein kann.

## Behandlung
Derzeit gibt es keine standardisierte Behandlung für die ADCY5-abhängige Dyskinesie. Die Behandlung zielt darauf ab, die Symptome zu lindern, wobei es wissenschaftliche Berichte über die Wirkung von Theophyllin, Istradefyllin, Koffein, Benzodiazepinen, Tetrabenazin und Methylphenidat sowie die Tiefe Hirnstimulation (THS) als nicht pharmakologische Behandlungsoption gibt.
Theophyllin: Das Purinderivat Theophyllin wirkt als A2A-Rezeptor-Antagonist und zeigt therapeutische Effekte bei ADCY5-bedingter Dyskinesie. Zellkulturexperimente haben gezeigt, dass Theophyllin die cAMP-Konzentrationen in ADCY5-überexprimierenden Zellen reduzieren kann, insbesondere in Zellen mit der R418W-Mutation. Eine retrospektive Fallstudie mit zwölf Patienten deutet darauf hin, dass Theophyllin die Häufigkeit und Intensität der hyperkinetischen und paroxysmalen Bewegungsstörungen substanziell verbessern kann. Die Verträglichkeit von Theophyllin war in dieser Studie gut. Zu den berichteten Nebenwirkungen zählen Übelkeit und Schlafstörungen.
Istradefyllin: Istradefyllin ein weiterer A2A-Rezeptor-Antagonist, ähnlich wie Theophyllin, hat in einem Fallbericht eine Wirksamkeit bei der Behandlung der ADCY5-abhängigen Dyskinesie gezeigt.
Koffein: Eine retrospektive Studie mit 30 Patienten ergab, dass Koffein, ebenfalls ein A2A-Rezeptor-Antagonist, von den meisten Patienten gut vertragen wurde und zu einer Besserung der Frequenz und Dauer paroxysmaler Bewegungsstörungen sowie der Baseline-Bewegungsstörungen und anderer motorischer und nicht motorischer Merkmale führte.
Benzodiazepine, wie Clonazepam, können bei einigen Patienten eine partielle Besserung bringen, insbesondere bei paroxysmalen Bewegungen.
Tetrabenazin wird in einem Einzelfallbericht eine positive Wirkung auf die Reduktion der Chorea und der Häufigkeit von Stürzen beschieden.
Methylphenidat bewirkt im Rahmen von Einzelfallbeschreibungen bei einigen Patienten mit ADCY5-Mutationen und Chorea eine Verbesserung.
Tiefe Hirnstimulation (THS) des Globus pallidus internus (GPi): In einigen Fällen hat die THS eine Verbesserung der paroxysmalen Bewegungen gezeigt, insbesondere der nächtlichen Exazerbationen. THS kann auch die Sprachartikulation verbessern. Die Reaktion auf die pallidale THS kann jedoch bei monogenen Dystonien unterschiedlich sein.

## Prognose
Die ADCY5-abhängige Dyskinesie wird im Allgemeinen als nicht progressiv angesehen, jedoch gibt es interindividuelle Unterschiede im Krankheitsverlauf mit zunehmendem Alter. Bei einigen Patienten kann es zu einer Verringerung der motorischen Beeinträchtigung im Erwachsenenalter kommen. Auch wurden Fälle von spontaner Remission von pädiatrisch-beginnenden paroxysmalen Dyskinesien vor dem Erwachsenenalter berichtet.